# パシフィックサプライ
パシフィックサプライ株式会社は、大阪府大東市に本社を置く福祉機器全般を取り扱う専門商社である。

## 概要
本社建屋内に歴史展示室があり、日本や世界の義肢装具の歴史を紹介したパネルや由緒ある製品を展示している。